# Ana Revenco
Ana Revenco (n. 21 mai 1977, Chișinău, URSS) este o expertă și formatoare internațională pe subiecte ce țin de traficul de persoane și alte infracțiuni, care deține din 6 august 2021 funcția de ministru al afacerilor interne din Republica Moldova (în Guvernul Gavrilița și Guvernul Recean).
A fost consilier prezidențial al președintelui Republicii Moldova Maia Sandu de la 21 ianuarie 2021 până la 3 septembrie 2021.

## Biografie
Este licențiată în relații economice internaționale și expertă și formatoare internațională pe subiecte de trafic de persoane și infracțiuni conexe.
În 2001, a fondat Centrul Internațional „La Strada Moldova”, organizație neguvernamentală pe care a condus-o din funcția de directoare executivă până în 2012, când a devenit șefă a Centrului pentru Combaterea Traficului de Persoane din cadrul Inspectoratului General de Poliție (IGP). În paralel, a fost responsabilă, din partea IGP, pentru organizarea implementării Planului de acțiuni privind liberalizarea regimului de vize RM-UE.
În 2015, a revenit în sectorul neguvernamental, la vechea funcție de directoare executivă a Centrului „La Strada Moldova”.
În ianuarie 2021, a fost numită consiliera președintei Republicii Moldova, Maia Sandu, în domeniul apărării și securității naționale, fiind, totodată secretar al Consiliului Suprem de Securitate.
La data de 6 august 2021, Ana Revenco a fost votată în funcția de ministru al afacerilor interne în Guvernul Gavrilița. Întreg cabinetul de miniștri, programul și garnitura guvernamentală au primit votul de încredere din partea a 61 de deputați (din totalul de 101).
În 27 octombrie 2022 a fost în vizită oficială în Bavaria, întâlnindu-se cu ministrul Joachim Herrmann. Temă de discuție a fost chestiunea migrației, în contextul Războiului din Ucraina.
În februarie 2023 a fost la Conferința de Securitate de la München, participând la o discuție despre amenințări hibride, împreună cu comisarul european Margaritis Schinas și secretarul american Alejandro Mayorkas.